# 双岐微菌属
双岐微菌属为生丝微菌科的一个属。该属的模式种为嗜盐热双歧微菌（Dichotomicrobium thermohalophilum）。

## 下属物种
- 嗜盐热双歧微菌 Dichotomicrobium thermohalophilum Hirsch and Hoffmann, 1989